# Pipraich
Pipraich es un pueblo y nagar Panchayat situado en el distrito de Gorakhpur en el estado de Uttar Pradesh (India). Su población es de 15621 habitantes (2011). Se encuentra a 20 km de Gorakhpur.

## Demografía
Según el censo de 2011 la población de Pipraich era de 15621 habitantes, de los cuales 8139 eran hombres y 7432 eran mujeres. Pipraich tiene una tasa media de alfabetización del 77,91%, superior a la media estatal del 67,68%: la alfabetización masculina es del 84,86%, y la alfabetización femenina del 70,85%.